# جوليس لافي
جوليس لافي (بالإنجليزية: Jules Levy)‏ هو منتج أفلام أمريكي، ولد في 12 فبراير 1923 في لوس أنجلوس في الولايات المتحدة، وتوفي بنفس المكان في 24 مايو 2003.

## وصلات خارجية
- جوليس لافي على موقع IMDb (الإنجليزية)
- جوليس لافي على موقع قاعدة بيانات الفيلم (الإنجليزية)